# Blaise Compaoré
Blaise Compaoré (Ouagadougou, 3 de febrer del 1951) va ser president de Burkina Faso entre 1987 i 2014. És el fundador del partit polític governant, el Congrés per la Democràcia i el Progrés.

## Biografia
Compaoré va néixer a Ziniaré, a 34 km d'Ouagadougou, la capital de Burkina Faso, anomenada en aquell temps Alt Volta. Va assolir el rang de capità a l'exèrcit voltaic, i va servir com a ministre de justícia durant la presidència de Thomas Sankara. Compaoré va conèixer Sankara el 1976 en un centre d'entrenament militar al Marroc, i des de llavors Compaoré i Sankara eren camarades. Compaoré va tenir un paper important en els cops d'estat contra Saye Zerbo i Jean-Baptiste Ouedraogo.
Va esdevenir president del seu país el 15 d'octubre del 1987 en un sagnant cop d'estat que va assassinar Sankara, el seu predecessor com a president. Compaoré va descriure l'assassinat de Sankara com un «accident», tot i que aquesta afirmació és qüestionada a bastament. Un cop a la presidència, va revertir moltes de les polítiques de Sankara, afirmant que la seva política era una «rectificació» de la revolució burkinesa. Poc després d'esdevenir resident també va eliminar dos grans líders revolucionaris, Henri Zongo i Jean-Baptiste Boukary Lingani, acusats de conjura contra el règim.
Compaoré va ser elegit president el 1991, encara que els principals partits de l'oposició van boicotar-lo en protesta als mitjans qüestionables que Compaoré va utilitzar per arribar al càrrec inicialment al voltant de l'assassinat de Sankara. En aquestes eleccions, només hi va participar un 25% de l'electorat, emfatitzant la greu inestabilitat política i la protesta ciutadana. El 1998 va ser reescollit per primer cop. L'agost del 2005, va anunciar la seva intenció de presentar-se a les següents eleccions presidencials. Els polítics opositors consideraren la seva reelecció del 2005 inconstitucional degut a una esmena constitucional del 2000 que limita la presidència a dues legislatures, tot reduint la durada de la legislatura de set a cinc anys, la constitució impediria així a Compaoré de sol·licitar una tercera legislatura. Els partidaris de Compaoré ho qüestionaren afirmant que l'esmena no es podia aplicar retroactivament. Tot i les objeccions de l'oposició, l'octubre del 2005 el consell constitucional va argumentar que, com que Compaoré ja tenia el càrrec de president el 2000, l'esmena no s'aplicaria fins al final de la seva segona legislatura, permetent-li així presentar la seva candidatura per les eleccions del 2005. El 13 de novembre del 2005, Compaoré va ser reescollit president, derrotant 12 oponents i amb el 80,35% dels vots.
La responsabilitat de Campaore en la connexió amb l'assassinat de l'antic president va ser objecte de la primera reclamació contra Burkina Faso, presentada per Mariam Sankara, la vídua de Thomas Sankara. L'abril del 2006, el Comitè de Drets Humans de l'ONU va publicar una condemna contra el fracàs de Burkina Faso en investigar les circumstàncies de la mort de Sankara i el processament dels seus responsables.
El president Compaoré i la seva Guàrdia Presidencial van estar implicats en la mort del periodista Norbert Zongo el 1998 continuant la intimidació als mitjans de comunicació de Burkina Faso, d'acord amb l'organització internacional Reporters Sense Fronteres. Les al·legacions de l'assassinat de Zongo van portar a la llum un dels únics cops que el poder de Compaoré ha estat veritablement qüestionat i posat en perill.

## Dimissió
El 31 d'octubre de 2014 Compaoré va dimitir després de les protestes de l'aixecament burkinès de 2014 en el qual una multitud de persones es va manifestar contra la seva intenció de fer una esmena a la Constitució per tal de poder tornar a presentar-se a la reelecció després de 27 anys de govern. Després de fugir a Costa d'Ivori, el 22 de novembre de 2014 va marxar d'aquest país per anar al Marroc. Compaoré havia estat sempre un dels principals aliats del Marroc a l'Àfrica.
El 6 d'abril de 2022, Compaoré va ser jutjat en absència, i condemnat a cadena perpètua per l'assassinat del president Thomas Sankara i dotze persones més en el marc del cop d'estat contrarevolucionari del 15 d'octubre de 1987 per mitjà del qual va accedir a la presidència de Burkina Faso. Hyacithe Kafando, també jutjat en absència, considerat el cap del comando que va executar els assassinats i Gilbert Diendéré, mà dreta militar de Compaoré, també foren condemnats a cadena perpètua. Vuit dels altres acusats van rebre penes d'entre 3 i 20 anys de presó.